# Sabana Abajo
Sabana Abajo es un barrio ubicado en el municipio de Carolina en el estado libre asociado de Puerto Rico. En el Censo de 2010 tenía una población de 55600 habitantes y una densidad poblacional de 3.579,07 personas por km².

## Historia
Sabana Abajo estuvo en los nomenclátores de España hasta que Puerto Rico fue cedido por España después de la Guerra Hispano-Estadounidense bajo los términos del Tratado de París de 1898 y se convirtió en un territorio no incorporado de los Estados Unidos. En 1899, el Departamento de Guerra de los Estados Unidos realizó un censo de Puerto Rico que encontró que la población del barrio de Sabana Abajo era de 578 habitantes.

## Geografía
Sabana Abajo se encuentra ubicado en las coordenadas 18°24′59″N 65°59′1″O / 18.41639, -65.98361. Según la Oficina del Censo de los Estados Unidos, Sabana Abajo tiene una superficie total de 15.53 km², de la cual 14.64 km² corresponden a tierra firme y (5.74%) 0.89 km² es agua.

## Demografía
Según el censo de 2010, había 55600 personas residiendo en Sabana Abajo. La densidad de población era de 3.579,07 hab./km². De los 55600 habitantes, Sabana Abajo estaba compuesto por el 62.61% blancos, el 25.14% eran afroamericanos, el 0.82% eran amerindios, el 0.31% eran asiáticos, el 0.01% eran isleños del Pacífico, el 8.32% eran de otras razas y el 2.79% pertenecían a dos o más razas. Del total de la población el 98.75% eran hispanos o latinos de cualquier raza.